# Шишман IV
Шишман IV е предполагаем потомък на българската царска династия Шишмановци от клонът на Срацимировци, често идентифициран като Тодор Балина.
Провъзгласен е за цар на България по време на Първото търновско въстание през 1598 година. За кратък период от време Търново е освободен от властта на османците, но много скоро голяма османска армия разбива бунтовниците и потушава въстанието. Този разгром означавало за българите нови репресии от страна на Османската империя и емигриране на близо 60 хиляди българи във Влахия в търсене на убежище.

## Шишман IV
Погрешното схващане че Шишман IV е Шишман III се основава на погрешното разчитане на фундаменталната История на българите на К. Иречек от страна на В. Златарски, където вследствие В. Златарски публикува мистифицирания прочит (без да споменава извори), който гласи:

"...така приготвено, въстанието било обявено в Търново, където бил прогласен за цар един мним потомък на Шишмановци под името Шишман III."
По-късно се намира въпросният извор (История на българите на К. Иречек) където се среща името на Шишман III но по съвсем различен начин, където според К. Иречек:

"За цар бил провъзгласен един мним потомък на Шишман III."
От което се подразбира че водачът на въстанието не е претендирал да е Шишман III, а потомък на Шишман III, който К. Иречек идентифицира като цар Иван Шишман. Преповтаряйки К. Иречек, през 1904 година полк. С. Краев пише за действията на бунтовниците, че:

"През пролетта на 1595 г. провъзгласили въстание в Търново, а за по-голямо насърчение на народа обявили някого си, уж като потомък на Шишман III, за български цар, под името Шишман IV."
Този медиен вариант показва механизма, по който се е получила мистификацията при В. Златарски, който използвайки К. Иречек, Също бърка и нарича самозвания монарх от XVI век Шишман III. Съчинението на В. Златарски застава в основата на всяко последващо интерпретиране на същото събитие и води до появата на една историографска грешка.